# Nuri
Nuri serviu como necrópole real para a antiga cidade de Napata, a primeira capital do Reino Núbio de Cuxe, está situada no atual Sudão, na margem oeste do Rio Nilo, próximo da Quarta Catarata. Nuri está localizada a cerca de 15 km ao norte do vilarejo de Sanam (nas proximidades da antiga Napata), e a 10 km das ruínas de Jebel Barcal. Lá foram encontradas mais de 20 pirâmides que ainda estão de pé e pertenciam aos reis e rainhas núbios. É provável que, em seu ápice, existissem 80 ou mais pirâmides, indicando os túmulos da realeza.

## Histórico
A mais antiga pirâmide conhecida em Nuri (Nu. 1) pertencia ao rei Taraca sua base media cerca de 51,75 metros quadrados.   A pirâmide de Taraca foi construída de modo que quando observada de Gebel Barcal ao nascer do sol no dia de ano novo egípcio, que marca o inicio da inundação anual do Nilo, o sol subiria do horizonte diretamente sobre o pico da pirâmide. 
Com exceção de Tanutamon, o sucessor imediato de Taraca, que foi enterrado na antiga necrópole de Curru, todos os outros reis de Cuxe e muitas de suas rainhas e crianças até Nastacém (Nu. 15) (cerca de 315 a.C.) foram enterrados em Nuri, cerca de 80 membros da realeza.  As pirâmides de Nuri são, em geral, menores que as egípcias e atualmente estão muito degradadas (degradação causadas tanto por ação humanas quanto pela força da natureza), mas ainda contem na sua maioria parte substancial dos equipamentos funerários dos governantes cuxitas que foram enterrados no local. Durante a era cristã, uma igreja foi erguida no local. A igreja foi construída, pelo menos em parte, de pedras de pirâmide reutilizadas, incluindo várias estelas originalmente provenientes das capelas das pirâmides. 
As pirâmides foram parcialmente escavadas por George Reisner no início do século XX. Em 2018, uma nova expedição arqueológica começou a funcionar no local, dirigida por Pearce Paul Creasman. 
As pirâmides de Nuri, assim como outros edifícios da região em torno de Gebel Barcal, foram colocadas na Lista de obras-primas do Patrimônio Mundial da UNESCO desde 2003. 

## As Pirâmides de Nuri
As Pirâmides de Nuri foram construídas em dois planaltos separados. O ponto mais alto do cemitério é ocupado pela pirâmide de Taraca, no planalto ocidental. As pirâmides dos outros reis estão localizadas no planalto oriental. As pirâmides das rainhas e princesas foram colocadas mais próximas da pirâmide de Taraca. As pirâmides se dividem em três grupos: (1) um grupo está localizado ao sul e a oeste da pirâmide de Taraca; (2) Duas fileiras paralelas estão dispostas ao norte da pirâmide de Taraca; (3) o último grupo é formado por tumbas pequenas que estão localizado mais distante ao norte.
As Mães do Rei foram enterradas no grupo do sul, mas esta não é uma área usada exclusivamente para o enterro das Mães do Rei. A maioria das esposas do rei foi enterrada nas filas paralelas ao norte do túmulo de Taraca. As tumbas ao norte distante eram muito menores e podem ter sido construídas para esposas de menor categoria. 
- Nuri 1 - Rei Taraca
- Nuri 2 - Rei Amaniastabarqa
- Nuri 3 - Rei Sencamanisquem
- Nuri 4 - Rei Siaspiqa
- Nuri 5 - Rei Malonaqen
- Nuri 6 - Rei Anlamani
- Nuri 7 - Rei Karkamani
- Nuri 8 - Rei Aspelta
- Nuri 9 - Rei Aramatelqo
- Nuri 10 - Rei Amaninatakilebte
- Nuri 11 - Rei Malewiebamani
- Nuri 12 - Rei Amanineteyerike
- Nuri 13 - Rei Harsiotef
- Nuri 14 - Rei Akhraten
- Nuri 15 - Rei Nastasen
- Nuri 16 - Rei Talakhamani
- Nuri 17 - Rei Baskakeren
- Nuri 18 - Rei Analmaaye
- Nuri 19 - Rei Nasakhma
- Nuri 20 - Rei Atlanersa
- Nuri 21 - Possivelmente a Rainha Takahatenamun, esposa de Taraca
- Nuri 22 - Possivelmente a Rainha Amanimalel, esposa de Sencamanisquem
- Nuri 23 - Rainha Masalaye, esposa de Sencamanisquem
- Nuri 24 - Rainha Nasalsa, filha de Atlanersa, esposa de Sencamanisquem
- Nuri 25 - Rainha Maletaral II, esposa de Amaninatakilebte
- Nuri 26 - Rainha Amanitakaye, filha de Aspelta, esposa de Aramatle-qoe mãe de Malonaqen
- Nuri 27 - Rainha Madiqen, esposa de Anlamani
- Nuri 28 - Rainha Henuttakhebi, esposa de Aspelta
- Nuri 29 - Rainha Pi'ankhqew-qa, esposa de Siaspiqa
- Nuri 31 - Rainha Saka'aye, mãe de Malewiebamani
- Nuri 32 - Rainha Akhrasan, esposa de Malewiebamani
- Nuri 34 - Rainha Henutirdis, esposa de Harsiotef
- Nuri 35 - Possivelmente a Rainha Abar, esposa de Piye, mãe de Taraca
- Nuri 36 - Rainha Atakhebasken, esposa de Taraca
- Nuri 38 - Rainha Akhe(qa?), filha de Aspelta, esposa de Aramatelqo
- Nuri 39 - Rainha Maletasen, esposa de Aramatelqo
- Nuri 40 - Rainha Meqemale, esposa de Aspelta
- Nuri 41 - Rainha Maletaral I, esposa de Atlanersa
- Nuri 42 - Rainha Asata, esposa de Aspelta
- Nuri 44 - Rainha Batahaliye, esposa de Harsiotef
- Nuri 45 - Rainha Tagtal, esposa de Malonaqen
- Nuri 53 - Rainha Yeturow, esposa de Atlanersa
- Nuri 55 - Rainha Atmataka, esposa de Aramatelqo
- Nuri 56 - Possivelmente a Rainha Sekhmakh, esposa de Nastasen
- Nuri 57 - Rainha Pi'ankh-her, esposa de Aramatelqo
- Nuri 58 - Rainha Artaha, esposa de Aspelta
- Nuri 59 - Rainha Malaqaye, possível esposa de Tantamani
- Nuri 61 - Rainha Atasamale, possível esposa de Amanineteyerike